# Бондин, Виктор Алексеевич
Ви́ктор Алексее́вич Бондин (15 августа 1936 — 1997, Челябинск) — советский футболист, защитник. Тренер
Всю карьеру провёл в челябинских командах второго эшелона первенства СССР «Авангард» (1955—1956) и «Локомотив» Челябинск (1957—1966).
Старший тренер «Локомотива» в 1967—1968 и 1971—1972 годах.